# Kim Myong-Hui (judoka)
Kim Myong-Hui es una deportista norcoreana que compitió en judo. Ganó dos medallas en el Campeonato Asiático de Judo, plata en 1996 y bronce en 1997.

## Palmarés internacional
| Campeonato Asiático | Campeonato Asiático          | Campeonato Asiático | Campeonato Asiático |
| Año                 | Lugar                        | Medalla             | Categoría           |
| ------------------- | ---------------------------- | ------------------- | ------------------- |
| 1996                | Ciudad Ho Chi Minh (Vietnam) | Medalla de plata    | –66 kg              |
| 1997                | Manila (Filipinas)           | Medalla de bronce   | –66 kg              |